# 阿薩達巴德

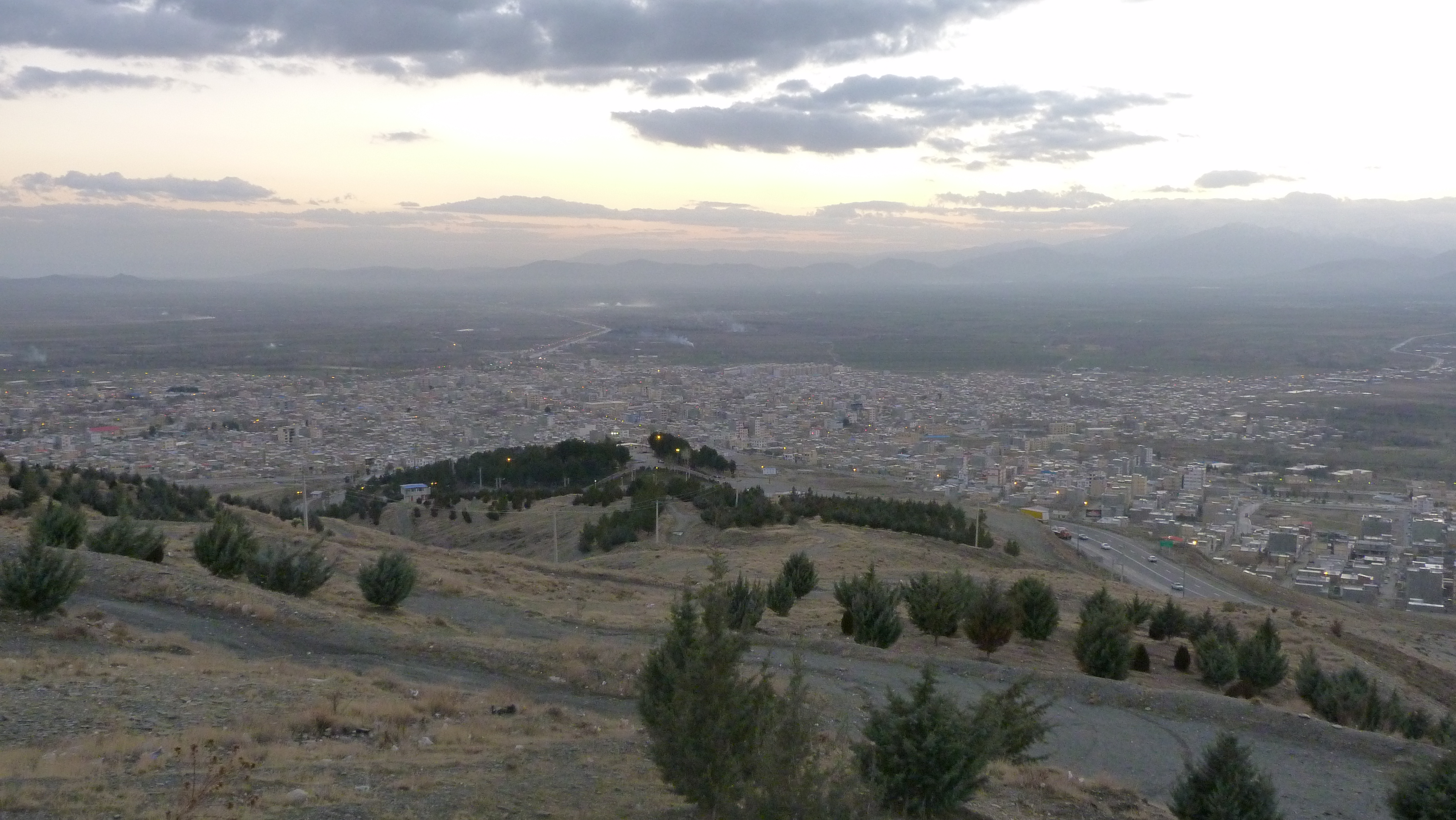

阿薩達巴德是伊朗的城市，位於該國西部，由哈馬丹省負責管轄，距離首府哈馬丹30公里，海拔高度1,583米，2006年人口51,304，居民大多數信奉什葉派。